# Dolní Kruty
Dolní Kruty jsou vesnice v okrese Kolín, je součástí obce Horní Kruty. Nachází se asi 1 km na jih od Horních Krut. Dolní Kruty jsou také název katastrálního území o rozloze 3,41 km². V katastrálním území Dolní Kruty leží i část obce Přestavlky.

## Historie
První písemná zmínka o vesnici pochází z roku 1228.

## Památky
- Historický most
- Pomník hrdinům druhé světové války

## Další fotografie

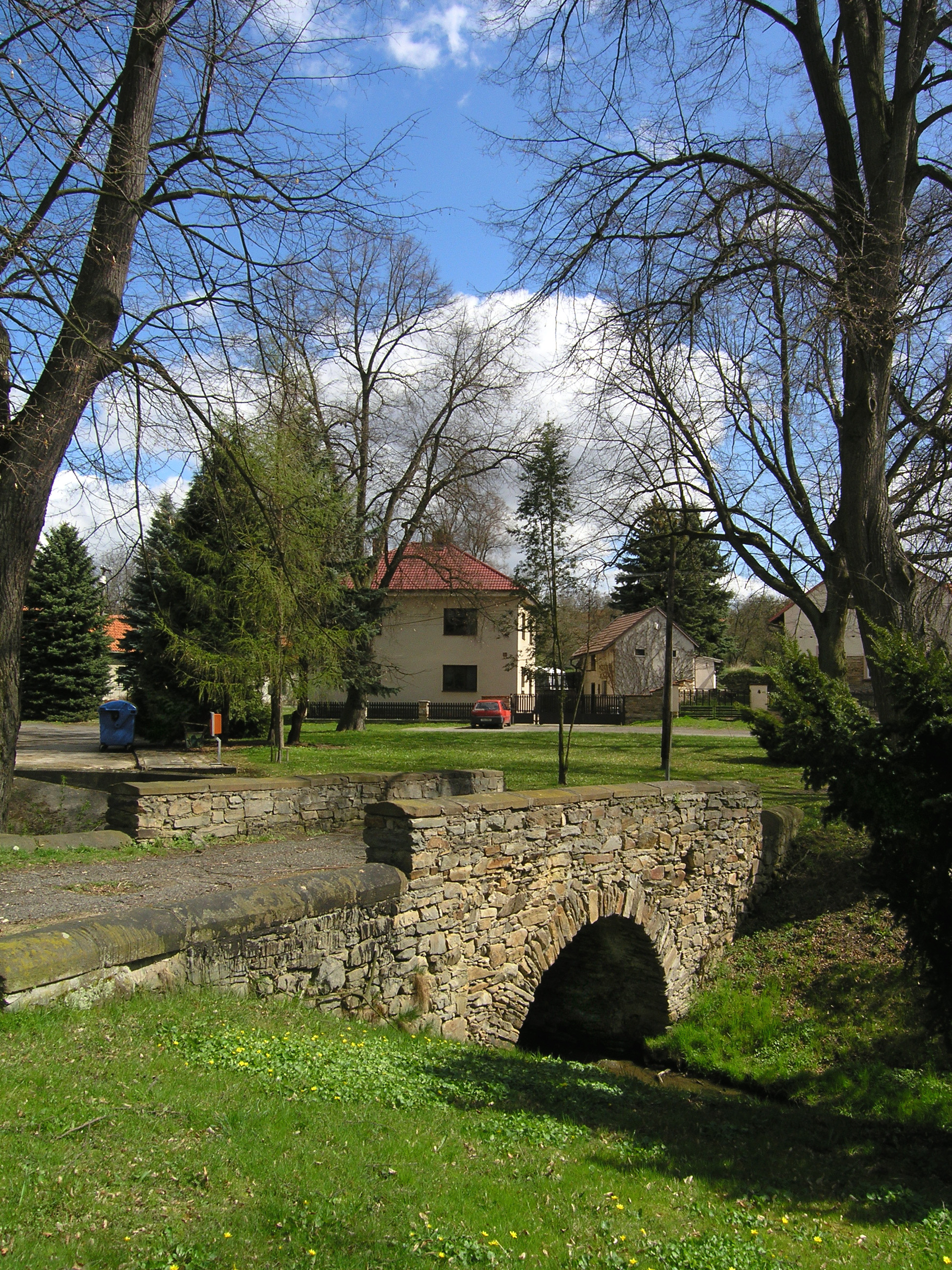
Historický mostek na Přestavlckém potoku
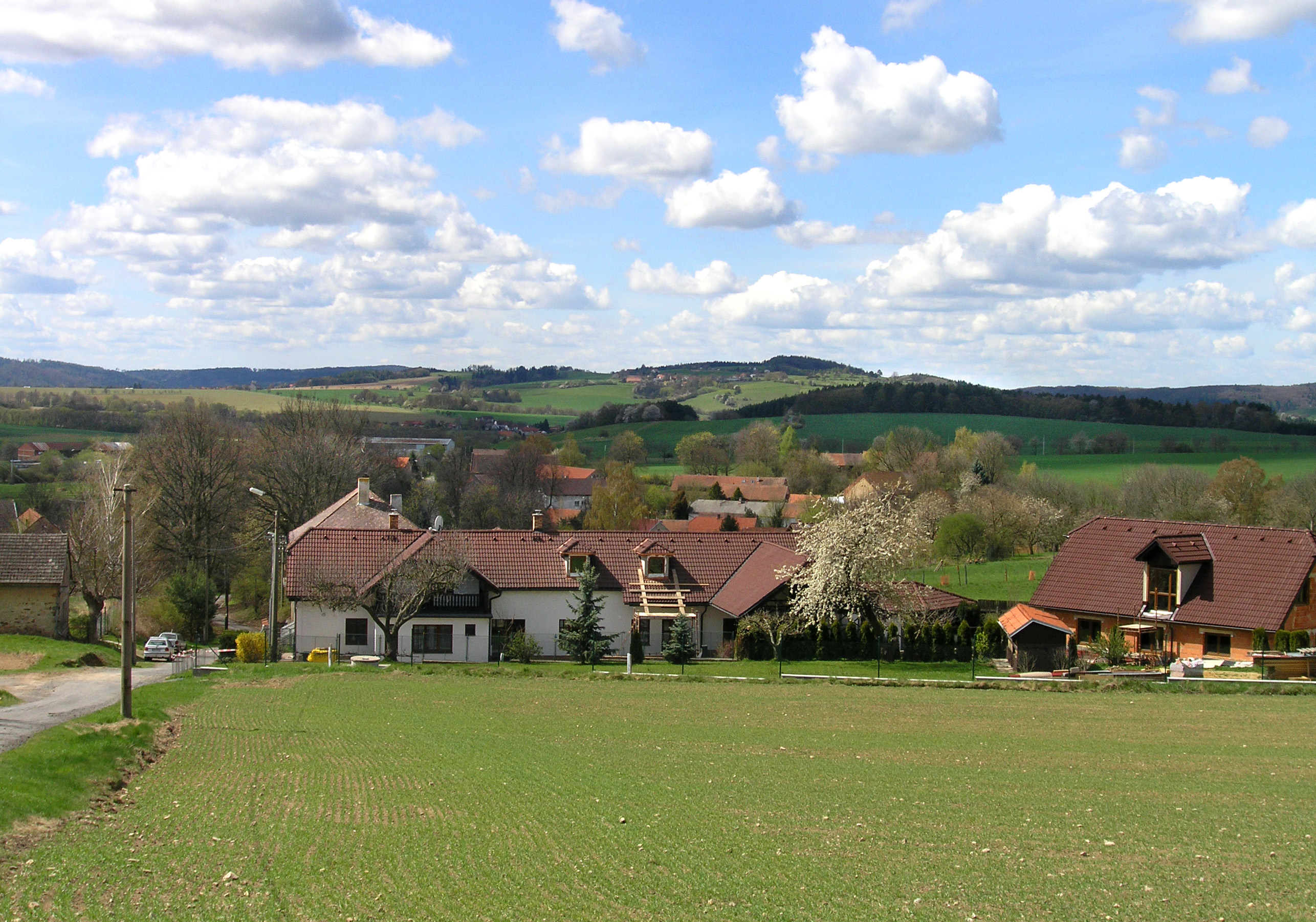
Dolní Kruty od severu
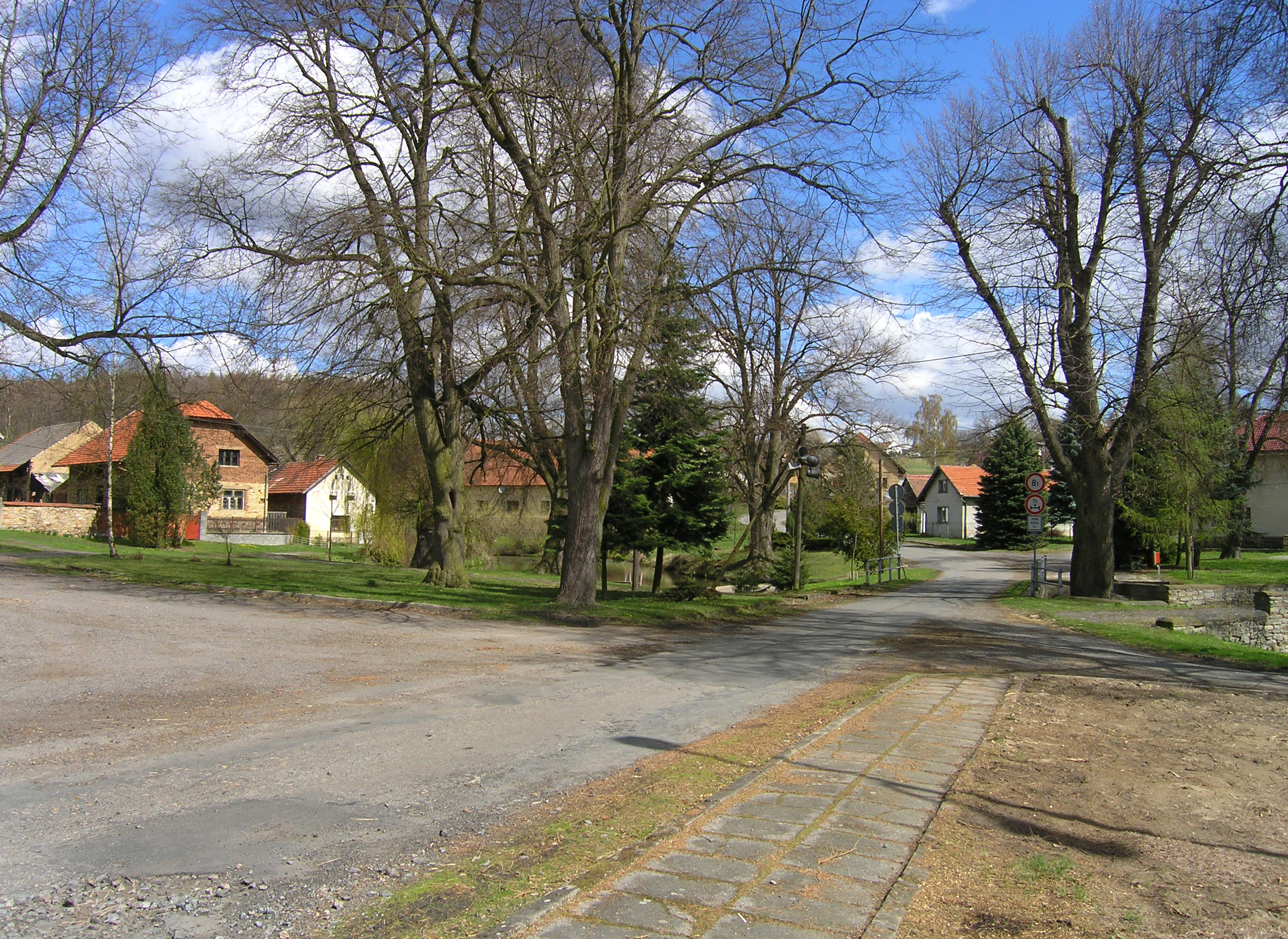
Náves
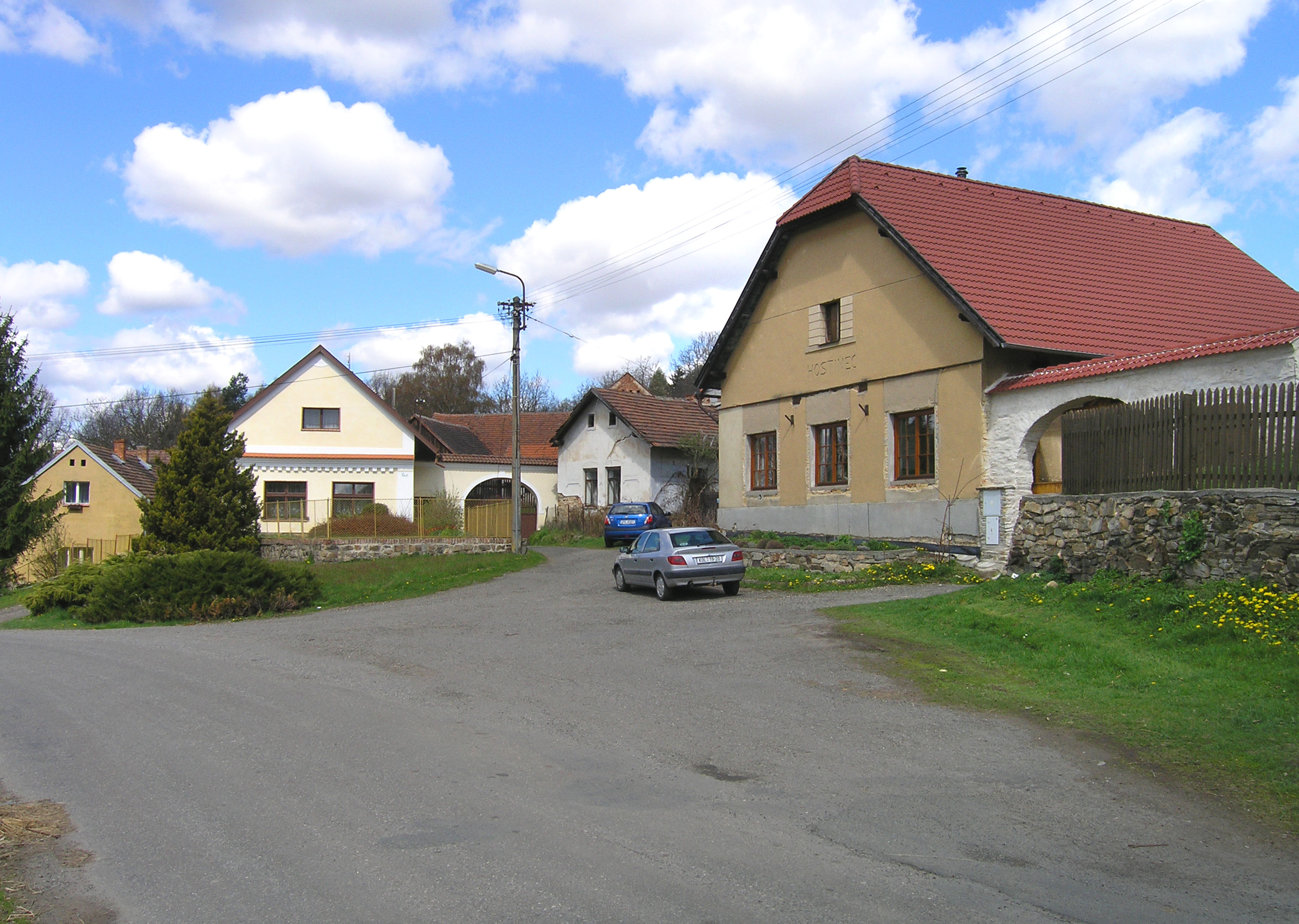
Severní část vesnice